# Гідромеханізація

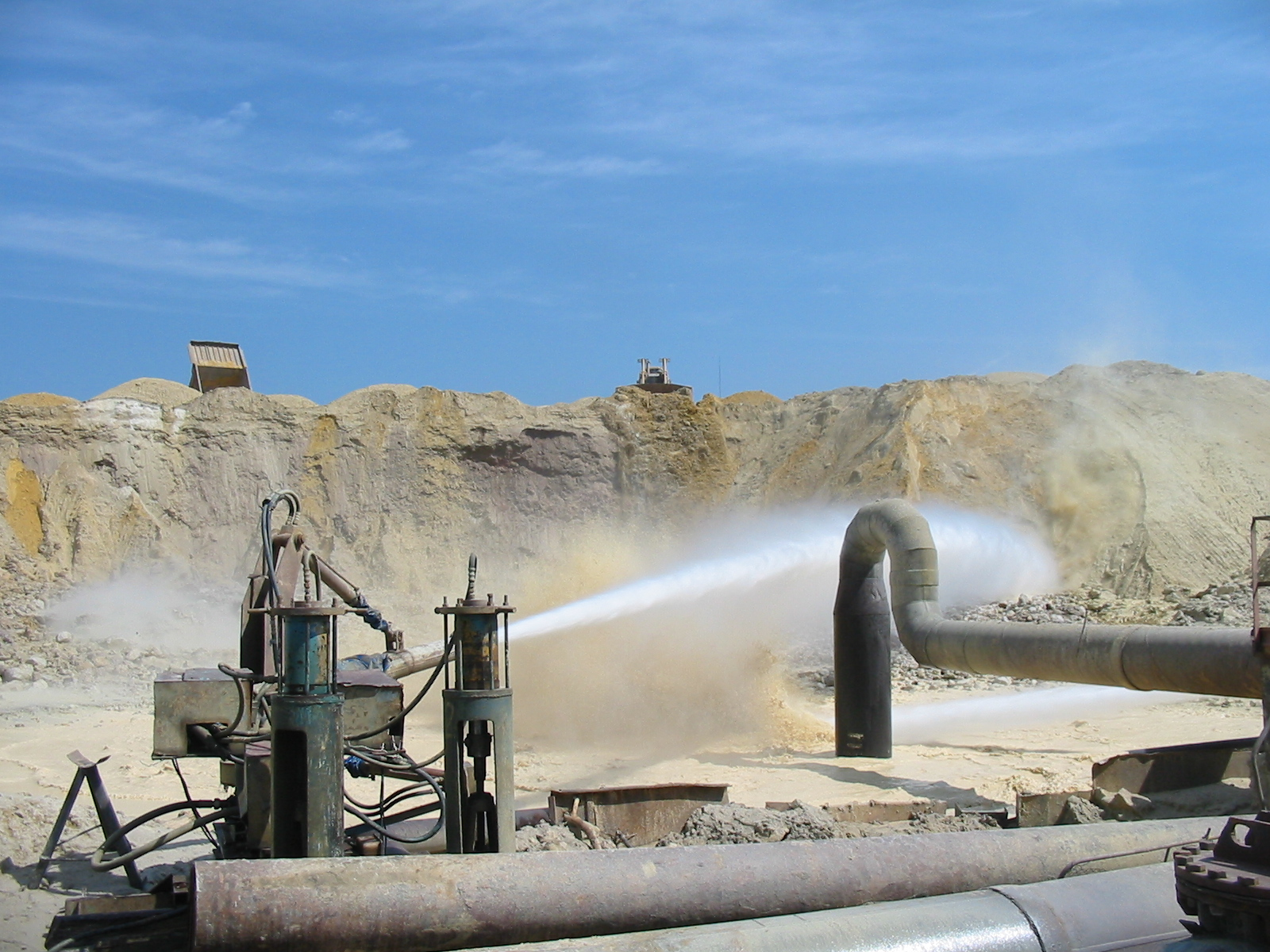
Сучасне гідровидобування корисних копалин.

Гідромеханізація. JPG

Гідромеханіза́ція (рос.гидромеханизация, англ. hydromechanization, hydraulic mining; нім. Hydromechanisierung f) — єдиний технологічний комплекс процесів та технічних заходів, пов'язаних із руйнуванням ґрунтів та гірських порід, транспортуванням їх, укладанням в масив або переробкою гідравлічним способом з використанням енергії води.

## Загальна характеристика
Гідромеханізація — спосіб механізації гірничих і земляних робіт. Методами гідромеханізації розробляють незв'язні та зв'язні ґрунти (пісок, глину), торф, крейду, сіль, кам'яне вугілля, а також відходи різних виробництв.
Найбільше поширення гідромеханізація набуває у гідротехнічному будівництві і гірничій справі, як у наземних умовах (розмив ґрунтів, намив гребель, дамб, обвалувань, риття каналів, котлованів, очистка водоймищ і т.i.), так і під землею (гідровідбивання та гідрозакладка, гідротранспорт та гідропідйом). Основною схемою технології є комбінація «гідромонітор-землесос».
Здебільшого основною ознакою гідромеханізація є наявність гідравлічного транспорту.

## Історія
На відкритих гірничих роботах використання енергії води для будівництва і гірничих робіт було відоме вже близько 2 тисяч років тому, зокрема на розробці золотоносних та оловоносних родовищ. Новий етап у розвитку відкритих гідравлічних розробок започатковано із застосування гідроелеваторів (1886).
У 1904-13 роках гідравлічні розробки успішно велися на сибірських копальнях. У 1915 на шахті «Софія» в Макіївці (Донбас, Україна) проведені перші досліди з підземного гідравлічного виймання вугілля. Першим будівництвом в Україні, на якому було застосовано гідравлічний спосіб проведення робіт, був Дніпробуд (1929—1931 рр.), на якому цим способом було виконано близько 7 % робіт.
У другій половині ХХ сторіччя під час спорудження гідроелектростанцій Дніпровського каскаду на частку гідромеханізації вже припадало 60-70 % від загального обсягу робіт. З 1938 році гідромеханізація застосована в Кузнецькому вугільному басейні (Росія), а з 1939 року — в Донецькому (Україна). В 1938 році гідромеханізація була застосована також для підземного видобутку марганцевих руд на шахтах тресту «Нікополь-Марганець» (Україна). При розробці рудних родовищ найпоказовіше застосування гідромеханізації на розкривних роботах КМА.
В кінця 60-х рроків XX століття почалося активне освоєння процесів гідромеханізації при підводному видобутку корисних копалин на континентальному шельфі. Найбільші перспективи тут має застосування ерліфтів. Останнім часом гідромеханізацію широко застосовують також для очищення іригаційних каналів, видобутку добрив, наприклад, сапропелю із дна штучних та природних водоймищ, в теплоенергетиці (гідрошлаковидалення), в мостобудівництві (виймання ґрунтів з кесонів та котлованів) та інше.